# 田楷
田 楷 / 田 揩（でん かい、? - 199年）は、中国後漢時代末期の軍人。

## 正史の事跡
公孫瓚配下。初平2年（191年）以降、公孫瓚は従弟の公孫範の活躍もあって、袁紹をも凌ぐほどに河北で勢力を拡大していた。この時、公孫瓚は厳綱を冀州刺史、単経を兗州刺史に任命し、同時に田楷も青州刺史に任命した。
初平3年（192年）、公孫瓚は界橋の戦いで敗れたものの、袁紹軍の崔巨業を撃破して、平原方面まで南進した。これにより田楷は斉に駐屯し、公孫瓚の下へ頼ってきた劉備らを配下として、袁紹に対抗した。しかし2年余り戦うも糧食が尽きたため、兵卒が疲労困憊し、青州の民衆も飢えに苦しんだという。
初平4年（193年）、曹操が陶謙を攻撃した時、陶謙の援軍要請を受け徐州へ赴き、劉備の補佐を受けて陶謙を救援した。曹操が兵を退くと、劉備は陶謙の招聘を受けて徐州にとどまることになり、田楷は劉備と別れて青州に戻った。
やがて、袁紹の子の袁譚が平原を拠点とし青州に進出したため（後に曹操から刺史に任命される）、田楷は駆逐されてしまった。その後、田楷は袁紹軍に敗れて戦死した。

## 物語中の田楷
小説『三国志演義』でも登場するが、公孫瓚や袁紹との関係については触れられておらず、史実同様に陶謙への援軍となった場面にだけ登場し、以後は姿を見せない。